# مات بورلنغي
مات بورلنغي (بالإنجليزية: Matt Borlenghi)‏ مواليد 25 مايو 1967 في لوس أنجلوس، هو ممثل أمريكي بدأ مسيرته الفنية سنة 1987.

## الأعمال

### مسلسلات
- هانتر (1991) (بدور: ديرك لوسون)
- أول ماي تشيلدرن (1991)
- متزوج ولدي أطفال (1993)
- إي آر (1995) (بدور: جيمي فالكو)
- المحيط الهادي الأزرق (1999) (بدور: ميلو)
- ذا بولد أند ذا بيوتيفول (2002)
- دون أثر (2006)
- ديكستر (2007)
- أيام حياتنا (2008)

## الجوائز
| السنة | الجائزة               | الفئة                        | النتيجة |
| ----- | --------------------- | ---------------------------- | ------- |
| 1993  | جائزة إيمي داي تايم   | أفضل ممثل شاب في مسلسل دراما | رُشِّح     |
| 1993  | جوائز سوب أوبرا ديجست | النجم الأكثر إثارة           | رُشِّح     |
| 1993  | جوائز سوب أوبرا ديجست | أفضل ممثل شاب رئيسي          | فوز     |

## روابط خارجية
- مات بورلنغي على موقع IMDb (الإنجليزية)
- مات بورلنغي على موقع ألو سيني (الفرنسية)
- مات بورلنغي على موقع أول موفي (الإنجليزية)
- مات بورلنغي على موقع قاعدة بيانات الفيلم (الإنجليزية)
- مات بورلنغي على موقع كينوبويسك (الروسية)